# NGC 2022
NGC 2022 är en planetarisk nebulosa belägen i stjärnbilden Orion på ett avstånd av ca 8 200 ljusår från jorden.
Den upptäcktes av William Herschel den 28 december 1785, som beskrev den som:”betydligt ljus, nästan rund, som en stjärna med stor diameter, som en illa definierad planetariska nebulosa”. I medelstora amatörteleskop ser den ut som små gråaktiga fläckar av ljus.

## Egenskaper
NGC 2022 är inte särskilt ljus men är ändå lätt att upptäcka med ett teleskop. Objektet har formen av en rotationsellipsoid med ett förhållande mellan stor- och lillaxel på 1,2, en skenbar storlek på 28 bågsekunder och en halo som sträcker sig ut till 40 bågsekunder.
NGC 2022 är en planetariska nebulosa med dubbla skal med ett vindkomprimerat inre skal och ett mer nebulöst yttre skal. Den linjära radien av det inre skalet beräknas på 0,326 ± 0,039 ljusår. Den expanderar med en hastighet på 56 ± 3 km/s. Massan av joniserade beståndsdelar i den planetariska nebulosan är 0,19 solmassa. En svag yttre halo består av resterna av material som matas ut under centralstjärnans stadium på den asymtomatiska jättegrenen.
NGC 2022-nebulosan ligger 11° från det galaktiska planet, vilket tyder på att den bildades av en stjärna med låg massa. Överskotten av element liknar dem i solen, även om kol är ca 50 procent högre och svavel är en faktor två lägre. Den centrala stjärnan i nebulosan har en magnitud på 15,92, en temperatur på 122 000 K, och utstrålar 852 gånger solens ljusstyrka från en fotosfär med en radie som bara är 6,55 procent av solens radie.

## Galleri

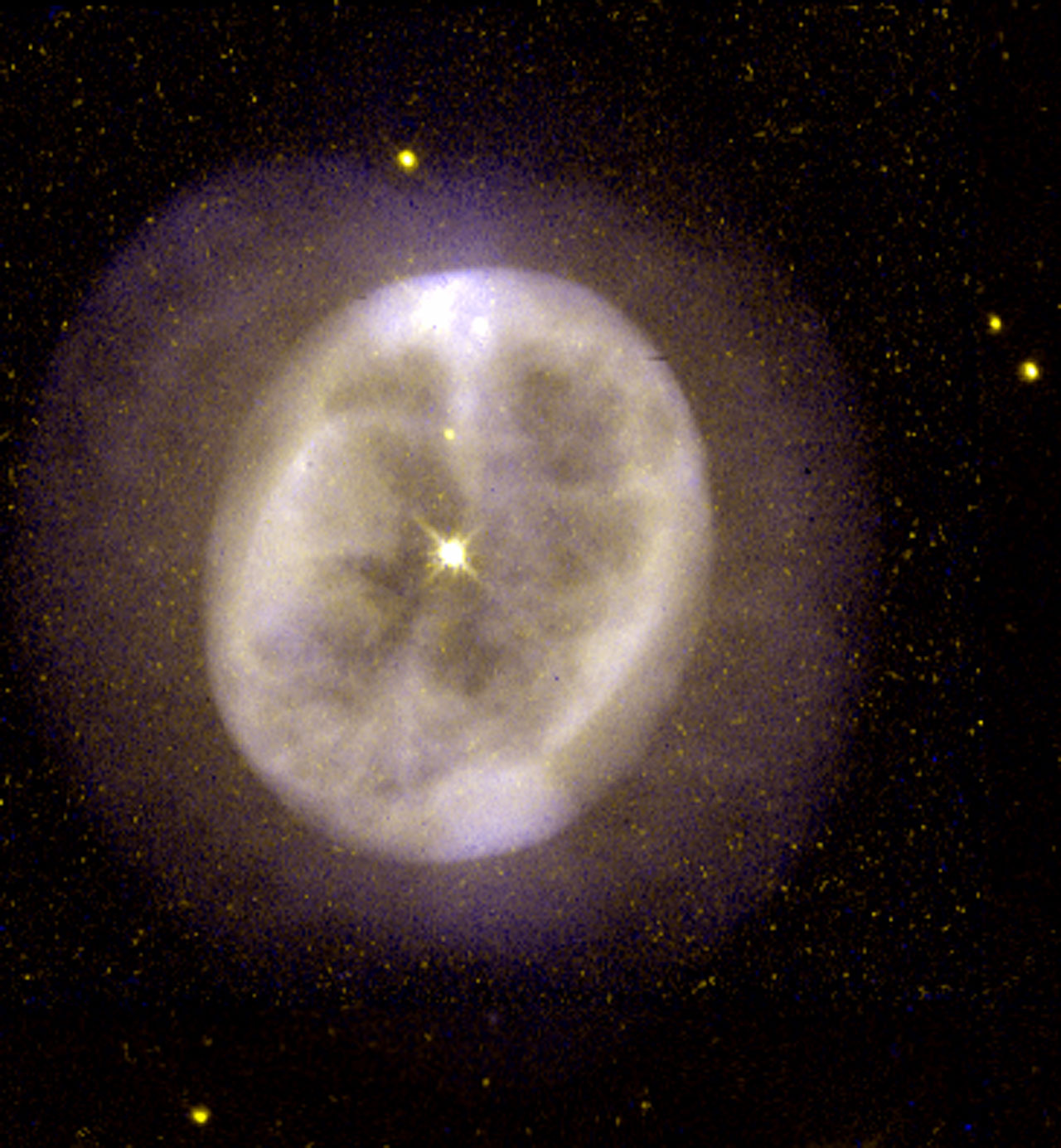
Bild tagen av Hubble Space Telescope av NGC 2022. Foto: HST/NASA/ESA.
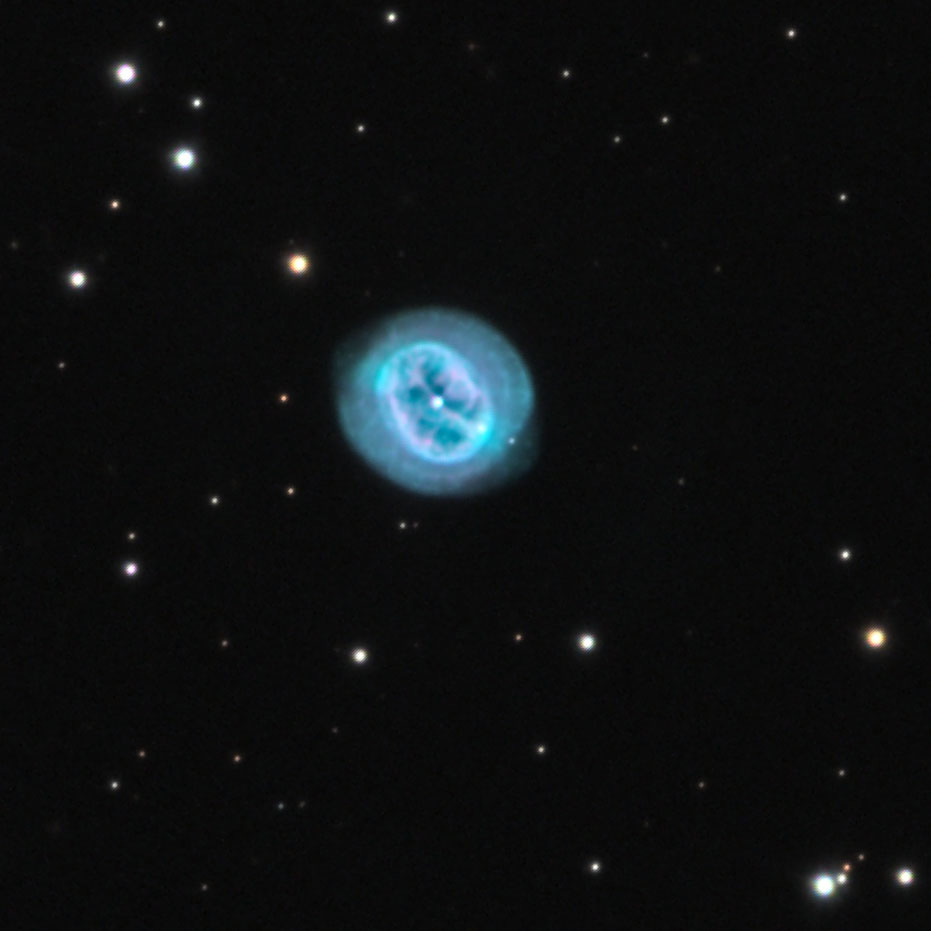
NGC 2022 tagen på Mount Lemmon SkyCenter (Tucson, AZ) med 0,8-meters Schulman Telescope. Bild med tillstånd Adam Block.